# Uroleucon taraxaci
Uroleucon taraxaci är en insektsart som först beskrevs av Johann Heinrich Kaltenbach 1843.  Uroleucon taraxaci ingår i släktet Uroleucon och familjen långrörsbladlöss. Arten är reproducerande i Sverige. Inga underarter finns listade i Catalogue of Life.